# 孤挺花屬
孤挺花屬（Amaryllis）是石蒜科孤挺花族孤挺花亞族（Amaryllidinae）的唯一一個屬，是一類小型開花植物，下共二種，其中比較出名的是原產於南非西開普的南非孤挺花（Amaryllis belladonna），這一一種較常見的觀賞植物。其分類上有時會與朱顶红屬（Hippeastrum）混淆，甚至有時朱顶红屬會作為其異名使用。

## 外部連接
- Carter, Kathie.  (PDF). Center for Landscape and Urban Horticulture. Cooperative Extension/Botany Plant Sciences Dept. University California Riverside.   [24 January 2015]. （原始内容存档 (PDF)于2019-02-14）.
- Phipps, Nikki. . Planting Flower Bulbs. 9 February 2011  [2019-02-14]. （原始内容存档于2015-01-24）.
- Dyer, R. A. . Taxon. 1954, 3 (2): 72–74. JSTOR 1217368. doi:10.2307/1217368.